# Johann Conrad Dippel
Johann Conrad Dippel (10 de agosto de 1673, Castillo de Frankenstein, cerca de Darmstadt - 25 de abril de 1734, Castillo de Wittgenstein, cerca de Bad Laasphe) fue un teólogo pietista, químico y médico alemán.

## Vida y obra
Estudió teología, filosofía y alquimia en la Universidad de Giessen, obteniendo el grado en teología en el año 1693. Publicó varios trabajos teológicos bajo el nombre de Christianus Democritus, de los cuales aún se conservan la mayoría. Dippel llevó una vida aventurera y en ocasiones tuvo problemas debido a sus polémicas opiniones y también por motivos económicos. Llegó a escribir que la Religión no debía ser dogmática, sino basarse exclusivamente en el amor y en el sacrificio personal.
Durante su estancia en el Castillo de Frankenstein practicó la alquimia y la anatomía. En esa época descubrió un aceite animal conocido como aceite empireumático o aceite de Dippel, que se emplea como antiséptico y para desnaturalizar los alcoholes. Trabajando con nitroglicerina, Dippel destruyó una torre, no obstante pudo detectar que el compuesto podía aplicarse con fines medicinales. Se rumoreaba que llevaba a cabo cruentos experimentos con cadáveres dentro del castillo. Aunque los detalles reales de esos experimentos nunca han sido confirmados, se decía que intentaba transferir el alma de un cadáver a otro. Hay que destacar que este experimento en particual es un simple rumor, sin embargo, efectuó otros experimentos que propiciaron su expulsión de la ciudad (cuando los ecos de sus actividades llegaron a oídos de los vecinos, le echaron de allí).
En el año 1704, en Berlín, Dippel y el fabricante Heinrich Diesbach usaron el aceite de Dippel en lugar del carbonato potásico para producir tintes rojos. Para su sorpresa, obtuvieron un tinte azul que se conoció como azul berlinés, azul prusiano o azul de Prusia. Ambos fundaron una fábrica en París.

## Relación con Frankenstein
La conexión de Dippel con el Castillo de Frankenstein (cerca de Darmstadt, Alemania) es evidente, puesto que es el lugar donde nació. De hecho, firmaba las cartas con el addendum "Frankensteinensis". Sin embargo, existe controversia acerca de la idea de que Dippel sirviera como inspiración para la novela Frankenstein de Mary Shelley. Los historiadores locales creen que la leyenda que se conoce en las poblaciones alrededor del Castillo de Frankenstein fue transmitida por Jacob Grimm a la traductora de sus cuentos, Mary Jane Clairmont, que era la madrastra de Mary Wollstonecraft Godwin. Se dice que en 1814, de camino al lago Ginebra (lago Lemán), Mary, su hermanastra Claire Clairmont y Percy Bysshe Shelley visitaron el Castillo de Frankenstein.
El historiador Radu Florescu compara la trayectoria vital de Dippel con la del protagonista de Frankenstein confirmando vehementemente que haya sido la inspiración para crear el personaje. Entre los argumentos, apunta el prestigio que la Alquimia poseía en la época en que vivió, y que Dippel afirmaba poseer la clave para el "principio vital" que le permitiría crear vida a partir de materia inanimada. Además fue expulsado de la Universidad de Giessen por contraponerse a la autoridad de sus profesores esgrimiendo la autoridad de filósofos alquimistas como Paracelsus. Su vida errante le llevó por buena parte del norte de Europa y los países escandinavos, donde pudo sobrevivir e incluso ser invitado a las cortes reales gracias a la fama que logró alcanzar como fabricante de oro, aunque en realidad nunca lo haya fabricado realmente. Al final de su existencia intentó comprar el Castillo de los Frankenstein dando a cambio de la propiedad una fórmula de la Piedra Filosofal, pero el negocio no llegó a concluirse.

## Obras
- De Nihilo (1693), Gießen
- Orcodoxia orthodoxorun oder die verkehrte Wahrheit und wahrhaftige Lüge der unbesonnenen und eifrigen Lutheraner (1697), se trata de una obra de alquimia muy popular
- Das gestäupte Pabsttum an den blinden Verfechtern der dörfftigen Menschensatzungen in protestierender Kirch (1698)
- Wein und Öl in die Wunden des gestäupten Pabsttums (1698)
- Unschuld und Nothwendigkeit des Rechts der Natur und dessen Lehre wider das ungegründete Vorgehen des AUTHORIS des Licht- und Rechts / dargethan von einem Liebhaber der Wahrheit. (1704)
- Fatum fatuum (1708) escrito contra Descartes, Hobbes, Spinoza
- Eröffneter Weg zum Frieden mit Gott und mit allen Kreaturen durch die Publikation der sämtlichen Schriften des Christianus Democritus (1709, Impresión moderna, Bd. I–III, Berleburg 1747
- Vittae animalis morbus et medicina suae vindicata origini (1711), Disertación sobre medicina, Leiden
- Der von den Nebeln der Verwirrung gesäuberte helle Glanz des Evangelio Jesu Christi oder Entwurf der Heilsordnung in 153 Fragen (1727), una explicación sobre catecismo
- Vera demonstratio evangélica, Das ist, ein in der Natur in dem Wesen der Sache selbst so wohl, als in heiliger Schrift gegründeter Beweiß der Lehre und des Mittleramts Jesu Christi (1729)